# Années 1330

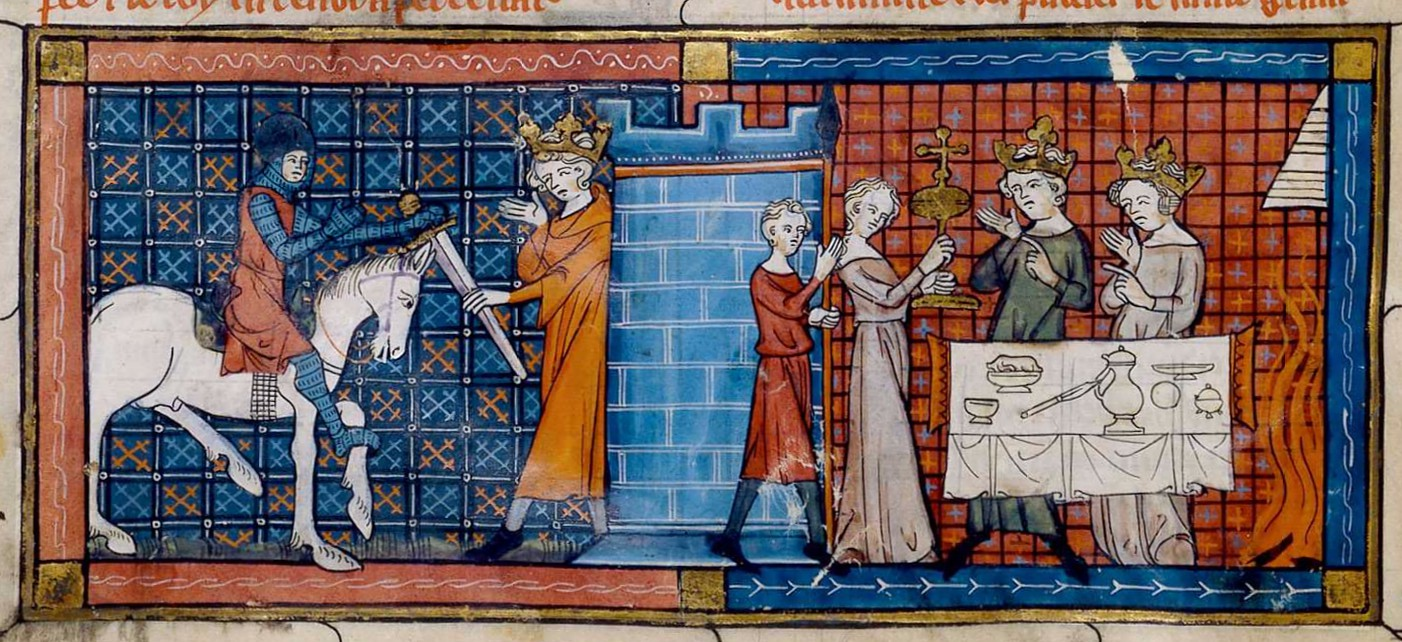
Perceval arrive au château du Graal, et est accueilli par le Roi Pécheur.

Les années 1330 couvrent la période de 1330 à 1339.

## Événements
- Entre 1330 et 1345 : Umur Bey, ghazi d’Aydın mène avec sa flotte des expéditions contre les îles grecques et jusque dans les Balkans[1]. Le sultan ottoman Orhan réorganise ses forces. Il crée une armée de métier, le corps d’élite des Janissaires (yeni tcheri, nouvelles milices), composé d’enfants chrétiens enlevés à leur famille, élevés dans la foi musulmane, basé à Brousse, en Anatolie[2].
- 1331-1334 : canicule en été en France[3].
- 1331-1364 : début de l'expansion du Majapahit en Indonésie sous l'administration du Premier ministre Gajah Mada[4].
- 1333-1336 : restauration de Kenmu au Japon[5].
- 1334 :
  - une épidémie de peste se déclenche dans le Hubei en Chine. Elle se propage vers l’ouest par la route de la soie. Elle est à l'origine de la peste noire qui sévit en Europe à partir de 1347[6].
  - scission du khanat de Djaghataï entre le Mogholistan et la Transoxiane[7]
- 1335 : division de l'empire des Ilkhans à la mort d’Abu Saïd[7].
- 1336  : fondation du royaume de Vijayanagara, qui devient un centre de résistance à l'islamisation en Inde jusqu'en 1565[8].
- 1336–1392 : l'époque Nanboku-chō, marquée par des troubles entre les « dynasties du Nord et du Sud », ouvre l'époque de Muromachi au Japon (1336-1573)[5].
- 1337 : début de la guerre de Cent Ans entre la France et l'Angleterre (fin en 1453)[9].

## Personnages significatifs
- Abu al-Hasan ben Uthman
- Alexandre II Vladimirski
- Alphonse XI de Castille
- Amda Seyon Ier
- Andronic III Paléologue
- Azzon Visconti
- Benoît XII
- Boccace
- Casimir III de Pologne
- Charles Robert de Hongrie
- Basarab Ier de Valachie
- Ibn Battûta
- David II d'Écosse
- Édouard Balliol
- Édouard III d'Angleterre
- Frédéric II de Sicile
- Gajah Mada
- Gediminas
- Giotto di Bondone
- Henri VI le Bon
- Isabelle de France
- Ivan Kalita
- Ivan Alexandre de Bulgarie
- Jacob Van Artevelde
- Jean Ier de Luxembourg
- Jean XXII
- Kanga Moussa
- Louis Ier de Mantoue
- Louis IV du Saint-Empire
- Magnus IV de Suède
- Muhammad bin-Tughlûq
- Guillaume d'Ockham
- Orhan
- Özbeg
- Philippe VI de France
- Pierre II de Sicile
- Robert Ier de Naples
- Robert III d'Artois
- Saïd de Mogadiscio
- Serge de Radonège
- Stefan Uroš IV Dušan
- Takauji Ashikaga